# NGC 1362
NGC 1362 este o galaxie lenticulară situată în constelația Eridanul. A fost descoperită în 19 decembrie 1799 de către William Herschel. Se află la o distanță de 22,28 de megaparseci de Pământ.